# 삼성 갤럭시 노트5
삼성 갤럭시 노트5(Samsung Galaxy Note5)는 삼성전자에서 제조, 판매하는 삼성전자의 안드로이드 태블릿 스마트폰이다.
2015년 8월 13일 삼성 언팩 2015에서 공개되어, 8월 20일 출시되었다.
문제점:실제 체감 성능이 떨어진다. 그리고 루팅이 안된다. 왜냐하면 삼성은 녹스라는 보안프로그램을 탑재했기
때문입니다.또 각종 통신사,구글,제조사앱들이 메모리를
차지한다. 삼성은 노트5를 오래오로 업데이트를 해주지
않았다. 엑시노스 7420이라는 충분한 AP가 있었음에도
업데이트를 해주지 않은 것은 정말 너무하다.
특히 오레오에서는 백그라운드 앱을 제한하는 것이
강화가 됐는데 삼성은 노트5를 오레오로 업데이트를
해주지 않았다. 그리고 보안업데이트도 안된다.

## 하드웨어와 디자인
전반적인 디자인은 메탈과 유리 소재를 사용하여 갤럭시 S6 & 갤럭시 S6 엣지와 패밀리룩을 이루고 있다. 기본 색상은 블랙 사파이어, 화이트 펄, 골드 플래티넘, 실버 티타늄으로 총 4종이다. AP 사양은 갤럭시 S6 & 갤럭시 S6 엣지와 동일한 삼성 엑시노스 7420을 사용한다. ARM Cortex-A57 쿼드코어 CPU와 ARM Cortex-A53 쿼드코어 CPU에 big.LITTLE 솔루션을 적용한 HMP 모드 지원 옥타코어 CPU와 ARM Mali-T760 옥타코어 GPU를 사용한다. RAM은 LPDDR4 SDRAM 방식이며 4 GB다. 이는 삼성전자의 모바일 기기 중 갤럭시 S6 엣지+와 같이 최초로 4 GB RAM을 탑재했다. 내장 메모리는 32 GB와 64 GB, 128GB(실버 티타늄 및 골드 플래티넘만 128GB)& 갤럭시 S6 엣지와 동일하게 UFS 2.0 규격을 사용한다. 그러나 확장성의 경우 micro SD 카드 슬롯이 존재하지 않아 용량 확장이 불가능하다. 디스플레이는 5.7인치 WQHD 해상도를 지원하며 패널은 Quad HD Super AMOLED 디스플레이를 사용한다. 이는 전작인 갤럭시 노트4와 동일한 크기이며 픽셀 배열은 다이아몬드 형태 RG-BG 펜타일 서브픽셀 방식이다. 최대 밝기는 약 861 nits이며 약 21%의 전력 소모를 개선했다. 지원 이동통신의 경우, LTE Cat.9와 LTE Cat.6 모델이 있다. 우선, 업로드 속도는 최대 50 Mbps로 통일되어 있으나, 다운로드 속도는 Cat.9가 450 Mbps, Cat.6가 300 Mbps로 최대 속도가 잡혀져있다. 3 Band 캐리어 어그리게이션과 TD-LTE의 경우 서비스하는 이동통신사에 따라 추가적으로 지원하며, VoLTE를 지원한다. 이렇게 나뉘게 된 원인으로는 기본적으로 통신 모뎀 솔루션의 경우, LTE Cat.9 급을 지원하는 삼성 엑시노스 모뎀 333을 사용하나, 일부 이동통신사의 특수한 이동통신을 지원하기 위해 LTE Cat.6 급을 지원하는 퀄컴 스냅드래곤 X7 LTE 모뎀을 혼용하기 때문이다. 배터리 용량은 내장형 3000 mAh이다. 전작인 갤럭시 노트4가 착탈식 3220 mAh이었던 것을 고려하면 오히려 약 220 mAh 정도 적어졌다. 전력 대 성능비를 삼성 엑시노스 7 Octa (5433)과 비교하면 동일 클럭일 때 CPU는 소비전력의 55% 수준이며 GPU는 동일 성능에서의 소비전력이 맨하탄에서는 약 56%, 티렉스에서는 약 60% 수준이다. 갤럭시 S6 & 갤럭시 S6 엣지와 마찬가지로 자기유도 방식인 Qi 규격과 자기유도 방식이나, 최근 자기공진 방식의 A4WP와 호환성을 강화한 PMA 규격을 동시에 지원하는 무선충전 기술과 급속충전 기술을 앞세운 상황이다. 거기에 고속 무선충전 기술까지 도입해서 2시간이면 100% 충전되는 효율을 가졌다고 밝히고 있다. 후면 카메라는 OIS 기술이 적용된 카메라 모듈에 삼성전자 시스템 LSI 사업부 아이소셀 S5K2P2 센서와 소니 엑스모어 IMX240 센서를 혼용하여 1,600만 화소 카메라를 탑재했다. 이는 전작인 갤럭시 노트4를 넘어 갤럭시 S5부터 사용된 카메라 센서이다. 하지만, 카메라 모듈 부분에서 갤럭시 S6 & 갤럭시 S6 엣지와 같이 조리개 밝기가 F/1.9로 세팅되었기에 사실상 갤럭시 S6 & 갤럭시 S6 엣지와 동일한 후면 카메라 사양을 가졌다고 할 수 있다. 이외에도 동영상 촬영 시 흔들림을 방지하는 VDIS 기술을 적용했다. 전면 카메라는 삼성전자 시스템 LSI 사업부 아이소셀 S5K4E6 센서의 500만 화소 카메라를 탑재했으며 전작인 갤럭시 노트4와 마찬가지로 조리개 밝기가 F/1.9로 유지되었다. 에어리어 방식의 지문인식 솔루션이 전면 홈 버튼에 탑재되어 있다. 전작이 스와이프 방식이었던 것을 고려하면 사용 편의가 더욱 나아졌다고 할 수 있다. 또한, 전작에도 탑재되었던 심장 박동 인식 센서가 역시 탑재되어 있다. 위치는 기기 우측에 존재하는 LED 플래시 바로 아래에 있으며 갤럭시 알파와 비슷하게 세로 모양으로 나열되어 있다. 갤럭시 노트 시리즈의 아이덴티티인 S펜의 경우 전작인 갤럭시 노트4와 동일한 2048 레벨의 필압과 와콤에서도 상위 기종에서 지원하는 펜의 기울기에 따라 선 굵기가 바뀌는 기술인 틸트를 지원한다. 사양 부분에서는 큰 차이가 없으나, S펜 수납 부분에서 차이점이 존재하는데, 기존의 홈을 이용해 손톱을 넣어 S펜을 뽑아내는 방식에서 샤프펜슬처럼 펜 끝을 살짝 눌러서 사출되는 방식으로 변경되었다. 또한, S펜 사출 시 디스플레이가 꺼진 상태에서도 자동으로 S메모를 남길 수 있는 기능이 추가되면서 메모 기능의 편의성 극대화를 꾀했다.

## 색상
- 화이트 펄
- 블랙 사파이어
- 골드 플래티넘
- 실버 티타늄
- 핑크 골드

## S펜
가볍게 누르면 튀어나오는 반자동 펜을 적용시켰지만 일부 사용자들이 펜을 역으로 삽입하여 s펜이 끼어버리는 사태가 있었으나 삼성전자 서비스 센터에서는 이를 무상수리를 하였으며 개정판을 생산하여 문제를 해결하였다.

## 운영 체제/소프트웨어

### 안드로이드 5.1.1 롤리팝
안드로이드 OS 5.1.1 롤리팝을 탑재하여 출시하였다.

### 안드로이드 6.0.1 마시멜로
- 2015년 11월 16일 미국의 통신사 T-모바일이 6.0 마시멜로의 UI와 업데이트 화면을 공개했다.
- 2016년 2월 3일 미국에서 6.0.1 마시멜로의 베타 테스트가 진행되었다.
- 2016년 2월 24일 대한민국에서 갤럭시 노트 5 (SM-N920S/K/L)모델에 대해 6.0.1 마시멜로의 업데이트가 진행되었다.
- 2016년 2월 24일 대한민국에서 갤럭시 노트 5 (SM-N920S/K/L)모델에 대해 6.0.1 마시멜로의 업데이트가 중단되었다.
- 2016년 3월 8일 대한민국에서 갤럭시 노트 5 (SM-N920S/K/L)모델에 대해 6.0.1 마시멜로의 업데이트가 재배포되었다.

### 안드로이드 7.0 누가
- 2017년 3월 18일 터키 출시 모델이자 범용 모델인 SM-N920C의 안드로이드 7.0 누가 업그레이드가 실시되었다.
- 2017년 4월 6일 대한민국에서 갤럭시 노트 5 (SM-N920S/K/L)모델에 대해 안드로이드 7.0 누가의 업데이트가 진행되었다.
- 2020년 11월 16일 마지막 보안패치가 등장했다 패치이후 2년만인것이다.
- 마지막 업데이트 이후 작동속도 50% 느려졌다. 그만쓰라는 말인가?

## 기능
- S펜 : 갤럭시 노트 시리즈의 상징이라고 볼 수 있는 와콤 스타일러스 펜. 갤럭시 노트5의 경우 2048단계 필압 인식을 지원한다.

- S펜 분리 : 기존의 갤럭시 노트 시리즈와 달리 갤럭시 노트5의 S펜은 살짝 누르면 튀어나와 S펜을 빼내기가 쉽다.(특수한 스프링 기능이 있으므로 못꺼낼 염려가 없다. 하지만 내구성이 약하여 고장이 잘나고 폰을 오래 썼다면 스프링이 역할을 잃어서 한번쯤은 교체해줘야한다.)

- 꺼진 화면 메모 : 화면이 꺼진 상태에서도 S펜을 꺼내면 바로 화면에 메모하여 저장할 수 있다.

- 에어 커맨드 : 에어 커맨드의 기능이 더욱 강화되어, 자주 쓰는 앱 바로가기를 지정할 수 있고 어느 화면에서나 에어 커맨드를 바로 실행할 수 있는 플로팅 아이콘을 지원한다.

- 삼성페이 : NFC 방식의 결제 방식에 MST(Magnetic Secure Transmission)의 칩을 탑재하여 기존 플라스틱 카드로 결제가 되는 대부분의 매장에서 결제가 가능하며, 2016년 1월 22일 기준, 대한민국과 미국에서 정식 서비스를 시행중에 있다.

- 스크롤 캡처 : 세로로 긴 문서나 이미지와 같은 컨텐츠 등을 한번에 캡처할 수 있는 기능. 이후 이미지 파일을 바로 합치거나 그 위에 S펜으로 메모 하는 등의 기능도 지원한다.

- 와이드 셀피 : 전면카메라를 이용한 촬영시, 120°의 광각으로 촬영해준다.

- 퀵 카메라 : 홈버튼을 빠르게 두번 누르면, 카메라가 약 1초 내로 실행된다.

- 스마트 고속 충전 : 약 10분 간의 충전으로도 최대 4시간 사용할 수 있다.

- 스마트 고속 무선충전 : 급속 무선 충전 기능을 적용하여 완전 충전까지 약 120분이 소요된다.

- 동영상 콜라주 : 별개의 동영상 편집 앱을 설치할 필요 없이 콜라주 동영상을 만들 수 있다.

- 라이브 방송 : 카메라로 촬영하는 장면을 YouTube(유튜브)로 생중계 할 수 있다.

## 경쟁 모델
- 소니 엑스페리아 Z5
- 아이폰 6s 플러스
- 아이폰 6s
- LG V10

## 차기 시리즈
삼성 갤럭시 노트5의 차기 시리즈는 일반적으로 삼성 갤럭시 노트7으로 알려져있다. 외관상 가장 두드러진 특징은 삼성 갤럭시 노트5는 기존 시리즈처럼 플랫 스크린을 장착하고 있으나 차기 시리즈인 삼성 갤럭시 노트7이후 후속모델은 엣지 스크린으로 잘 알려진 양옆 테두리가 곡면 처리된 스크린을 가지고있다.